# Marten Liiv
Marten Liiv (Jõgeva, 23 de diciembre de 1996) es un deportista estonio que compite en patinaje de velocidad sobre hielo.
Ganó una medalla de plata en el Campeonato Europeo de Patinaje de Velocidad sobre Hielo en Distancia Individual de 2024 y  una medalla de bronce en el Campeonato Europeo de Patinaje de Velocidad sobre Hielo en Distancia Corta de 2023.
Participó en dos Juegos Olímpicos de Invierno, en los años 2018 y 2022, ocupando el séptimo lugar en Pekín 2022, en la prueba de 1000 m.

## Palmarés internacional
| Campeonato Europeo en Distancia Individual | Campeonato Europeo en Distancia Individual | Campeonato Europeo en Distancia Individual | Campeonato Europeo en Distancia Individual |
| Año                                        | Lugar                                      | Medalla                                    | Prueba                                     |
| ------------------------------------------ | ------------------------------------------ | ------------------------------------------ | ------------------------------------------ |
| 2024                                       | Heerenveen (Países Bajos)                  | Medalla de plata                           | 500 m                                      |
| Campeonato Europeo en Distancia Corta      |                                            |                                            |                                            |
| Año                                        | Lugar                                      | Medalla                                    | Prueba                                     |
| 2023                                       | Hamar (Noruega)                            | Medalla de bronce                          | Clasificación general                      |